# الیزابت گزنو-توفان
الیزابت گزنو-توفان (انگلیسی: Elisabeta Guzganu-Tufan؛ زادهٔ ۸ اوت ۱۹۶۴) ورزشکار شمشیربازی اهل رومانی است.
وی در مسابقات کشوری و بین‌المللی در مجموع برندهٔ ۲ مدال طلا، ۴ مدال نقره، ۱ مدال برنز شده‌است.